# Ellen Hellmann
Ellen Phyllis Hellmann (* 25. August 1908 in Johannesburg; † 6. November 1982 in Johannesburg) war eine südafrikanische Sozialanthropologin. Sie erforschte im Verlaufe der 1930er und 1940er Jahre Lebensverhältnisse schwarzer Bevölkerungsgruppen in innerstädtischen Bereichen nach soziologischen Gesichtspunkten und leistete damit Pionierarbeit auf diesem Gebiet. Ihr weitreichendes gesellschaftspolitisches Wirken war von breiten Vorstellungen über Aspekte von Gerechtigkeit und Chancengleichheit getragen und stand damit im Dissens zur Apartheidpolitik ihres Landes.

## Jugend
Ellen Hellmann war das Kind jüdischstämmiger Deutscher. Ihr Vater Bernard Kaumheimer kam 1894 im Alter von 16 Jahren als Waise aus Bayern nach Johannesburg, wo ihm ein Cousin eine Arbeit vermittelte. Er heiratete 1906 Ellens Mutter Chlothilde Theilheimer. Ellen Hellmann verlebte ihre Kindheitsjahre im Johannesburger Stadtteil Berea und später in Houghton. Die wirtschaftlichen Verhältnisse ihres Elternhauses ermöglichten mehrmalige Reisen zu ihren Großeltern in Deutschland.
Nach eigenen Aussagen wuchs Ellen Hellmann ohne religiösen Einfluss auf. Ihre Eltern traten während des Ersten Weltkriegs aus der jüdischen Gemeinde der Wolmarans-Street-Synagoge aus und lebten nach säkularen Mustern. Ellen Hellmanns zionistisches Interesse mit sozialistischer Prägung entwickelte sich erst als Kontraposition zur Wahrnehmung der Machtergreifung Hitlers im Heimatland ihrer Vorfahren. Zuvor hatte sie das Wirken jüdischer Gemeinden in ihrem Umfeld nicht wahrgenommen. Ellens Schwester Enid Gordon engagierte sich in der Women’s Zionist Organization, wanderte jedoch später nach Israel aus.

## Ausbildung
Die Schulzeit verbrachte Ellen Hellmann an der Barnato Park High School in Johannesburg-Berea und sie schloss an der Commercial High School ab.
Nach der Schule immatrikulierte sie sich an der Witwatersrand-Universität mit dem Ziel eines Bachelor-Abschusses in den Fächern Englisch und Psychologie. Ungünstige Lernbedingungen bewogen sie zu einem Wechsel des Studienfaches hin zur Sozialanthropologie. Dadurch kam Hellmann mit Agnes Winifred Hoernlé zusammen, die als „Mutter“ der Sozialanthropologie in Südafrika gilt. Ihre Dozentin bewog sie dazu, Untersuchungen unter Slumbewohnern am Rande des Stadtzentrums von Johannesburg aufzunehmen.
Ellen Hellmann erwarb einen Master mit einer Arbeit über das Slumgebiet Rooiyard in New Doornfontein (unmittelbar östlich des Johannesburger CBD). Hier lebten zu dieser Zeit 376 Einwohner (235 Erwachsene, 141 Kinder), für die es zusammen zwei Wasserentnahmestellen und sechs Latrinen gab. Dabei entwickelte sie mit Hilfe von John Chavafambira als Kommunikator zur Rooiyard-Gemeinschaft eine beachtliche methodische Expertise, deren Ergebnisse 1948 auf Veranlassung des Direktors des Rhodes-Livingstone-Instituts, Max Gluckman, gedruckt wurden. Diese Feldarbeit gilt als Pionierleistung bei der Untersuchung des Proletarisierungsprozesses in der schwarzen Stadtbevölkerung unter den wirtschaftlich angespannten Verhältnissen der Zwischenkriegszeit (Great Depression). 1940 promovierte (Ph.D.) sie an der Witwatersrand-Universität über das Phänomen des vorzeitigen Schulabbruchs unter schwarzen Schülern.

## Wirken
Auf Grund ihres großen Interesses für soziale Fragen entwickelte Hellmann als junge Wissenschaftlerin ein umfassendes Engagement auf breiter Aktivitätsbasis. Sie lehrte Soziologie an der Jan Hofmeyr School of Social Work und bildete hier schwarze Sozialarbeiter aus. Ferner wirkte sie im Johannesburg Joint Council of Europeans and Africans (deutsch etwa: „Gemeinsamer Ausschuss für Europäer und Bantu“) mit, der als multiethnischer Koordinationsrat in dieser Stadt fungierte. Hier übernahm die junge Wissenschaftlerin zunächst die Aufgabe des Sekretärs und später den Vorsitz. Sie war Schatzmeisterin für das African Welfare Centre (Entokozweni) im Township Alexandra und beteiligte sich 1937 an der Gründung der Society for Jews and Christians.
Auf der Urban Native Juvenile Delinquency Conference (deutsch etwa: „Konferenz über ‚schwarze‘ Jugendkriminalität in Städten“) im Oktober 1938 in Johannesburg berichtete sie über die Rahmen- und Lernbedingungen in den Township-Schulen der Stadtteile Orlando, Pimville, North-West Township und Sophiatown. Dabei legte sie dar, dass hier nur etwa 40 % der Kinder (7.000 Schüler) einen Schulunterricht erhielten. Deren Lehrer waren unterbezahlt und nicht ausreichend ausgebildet. Klassenstärken bis 64 Schüler waren üblich; viele von ihnen verließen die Schule vorzeitig ohne Abschluss.
Nachdem sie bereits 1940 in das Executive Council of the Jewish Board of Deputies gewählt wurde, vertrat sie neben anderen Positionen des sozialistischen Zionismus. Die sich in Südafrika zuspitzende politische Lage angesichts der südafrikanischen Kriegsbeteiligung gegen Nazideutschland bewirkte eine zunehmende Polarisierung in der südafrikanischen Gesellschaft. Innerhalb des Jewish Board erfolgte ihre Wahl in dessen Public Relations Committee (deutsch etwa: „Ausschuss für Öffentlichkeitsarbeit“), welches eine Kampagne gegen den Antisemitismus führte, vor Ort hauptsächlich gegen die Aktivitäten der faschistischen Greyshirt-Bewegung. Motiviert wurde sie zu diesem Engagement durch die Erinnerungen ihrer Mutter und den Verlust von Familienmitgliedern im Holocaust.
Seit dem Beginn ihrer Forschungsarbeit an der Witwatersrand-Universität im Jahre 1953 stand Ellen Hellmann bis in ihrem Privatbereich unter Beobachtung der South African Police. Das polizeiliche Interesse an ihr kam dadurch auf, weil sie im Universitätsalltag freundschaftliche Verbindungen zu anderen politischen Aktivisten pflegte, beispielsweise mit Bloke Modisane und Ismail Jacob Mohamed, die auch in ihrem Wohnhaus zusammenkamen.
1956 beteiligt sich Hellmann an den Unterstützungsaktionen des Defence and Aid Fund während des Treason Trial. Als öffentlich bekannte Person in Spitzenfunktionen des South African Institute of Race Relations (SAIRR) und durch ihre anerkannte große wissenschaftliche Reputation war es ihr möglich gewesen, mit schriftlichen Stellungnahmen die Tätigkeit von Regierungskommissionen kritisch zu begleiten. Im Zeitraum von 1955 und 1956 wandte sie sich gegen Vorschläge der Tomlinson-Kommission, die die Errichtung von „Bantustans“ (spätere Homelands) vorsahen. Während dieser Zeit war sie Präsidentin des SAIRR und konnte von dieser Position aus mit großer Publizität kritische Fragestellungen thematisieren.

## Familie
Im März 1932 (nach anderen Angaben 1936) heiratete sie Joseph Michael Hellmann, einen Rechtsanwalt, der aus Osteuropa emigriert war. In dieser Ehe gebar sie 1936 ihr einziges Kind Ruth. Nachdem ihr Ehemann im März 1941 verstorben war, blieb sie zunächst alleinerziehend.
Im Jahre 1948 ging sie mit Bodo E. H. Koch eine zweite Ehe ein. Dieser kam als jüdischer Flüchtling aus Deutschland, wo er als Chirurg tätig gewesen war. Im Jahre 1977 diagnostizierte er die Lungenkrankheit von Robert Sobukwe. Ihre Ehe mit Bodo Koch blieb kinderlos.
Ellen Hellmanns Schwester Inez hatte sich in Südafrika auf dem Gebiet zionistischer Politik engagiert. Als jedoch die Apartheidpolitik immer stärker auf das zivile Gesellschaftsleben übergriff, wanderte sie in den 1950er Jahren nach Israel aus.

## Mitgliedschaften und Aktivitäten
- Oktober 1938, Urban Native Juvenile Delinquency Conference, in Johannesburg
- seit 1938 als Mitglied des Exekutivrates des South African Institute of Race Relations (SAIRR)
- seit 1940 Executive Council of the Jewish Board of Deputies (im Vorstand 1940–1950)[5], d. h. South African Jewish Board of Deputies.
- 1954–1956 Präsidentin des SAIRR[14]
- 1959–1971, Gründungsmitglied der Progressive Party[5]
- Mitglied von Black Sash
- Vorsitz des Isaacson Bursary Fund for Africans[4]
- Büro Johannesburg, des South African Institute for International Affairs[4]

## Ehrungen
- 1970, Royal African Society’s medal for “dedicated service to Africa” (in Gold) durch den britischen Geschäftsträger in Südafrika[4]
- 1978, Doctor of Laws, Witwatersrand-Universität[16] (nach anderen Angaben bereits 1968 verliehen[4])

## Werke
- Early school leaving among African school children and the occupational opportunities open to the African juveniles.  Johannesburg 1939 (Dissertation Ph.D. Wits)[17]
- Problems of Urban Bantu Youth. Johannesburg 1940 (Ergebnisse der Promotion 1940)
- Rooiyard: A Sociological Survey of an Urban Native Slum Yard. (Rhodes-Livingstone Institute, Livingstone, Northern Rhodesia) Kapstadt 1948[18] (1969[19] und 1986[20] neu verlegt, The Rhodes-Livingstone papers, No. 13)
- Herausgeberschaft zusammen mit Leah Abrahams: Handbook on Race Relations in South Africa. Oxford University Press, Cape Town, London New York, 1949
- Racial Laws versus Economic and Social Forces. (A review of a quarter-century of the Union's racial policies: 1930–1955. Presidential address). Johannesburg 1955[21]
- In defence of a shared society. Johannesburg 1956[22]
- The effect of industrialization on social structure and family life. Johannesburg 1967[23]
- Soweto: Johannesburg's African city. Johannesburg 1971[24]